# Синявець Аріон
Синявець Аріон (Phengaris arion) — вид денних метеликів родини Синявцеві (Lycaenidae).

## Поширення
Вид спорадично поширений у Європі, Західній, Середній та Північній Азії від Іспанії до Афганістану та Японії. Відзначене суттєве зниження популяції у Європі. У деяких країнах зменшення сягає до 90 %. У 1979 році вимер у Великій Британії, проте у 1983 році була започаткована з відновлення популяції виду.
В Україні рідкісний і локальний — відомий із західної частини лісостепової зони, Карпат, Буковини, а також з Житомирської, Київської, Черкаської та Донецької областей. На більшій частині відомого ареалу в межах України за останні 40 років не відзначений, можливо, популяції виду там уже зникли.

## Опис
Розмах передніх крил — 34-42 мм. Крила самців світло-блакитні, у самиць — набагато темніші. На передніх крилах самців і самиць розташовано декілька темних плям, одна з яких знаходиться в центрі, а інші шість-вісім утворюють поперечний ряд по зовнішньому краю. Плями у самців мають видовженішу форму на відміну від самиць, у яких вони округлішої форми. На задніх крилах кількість плям менша або вони відсутні взагалі. Візерунок низу крил обох статей такий же як верхньої сторони, відмінність полягає у сіро-коричневому фоні крила. Низ задніх крил біля основи з блакитним напиленням.

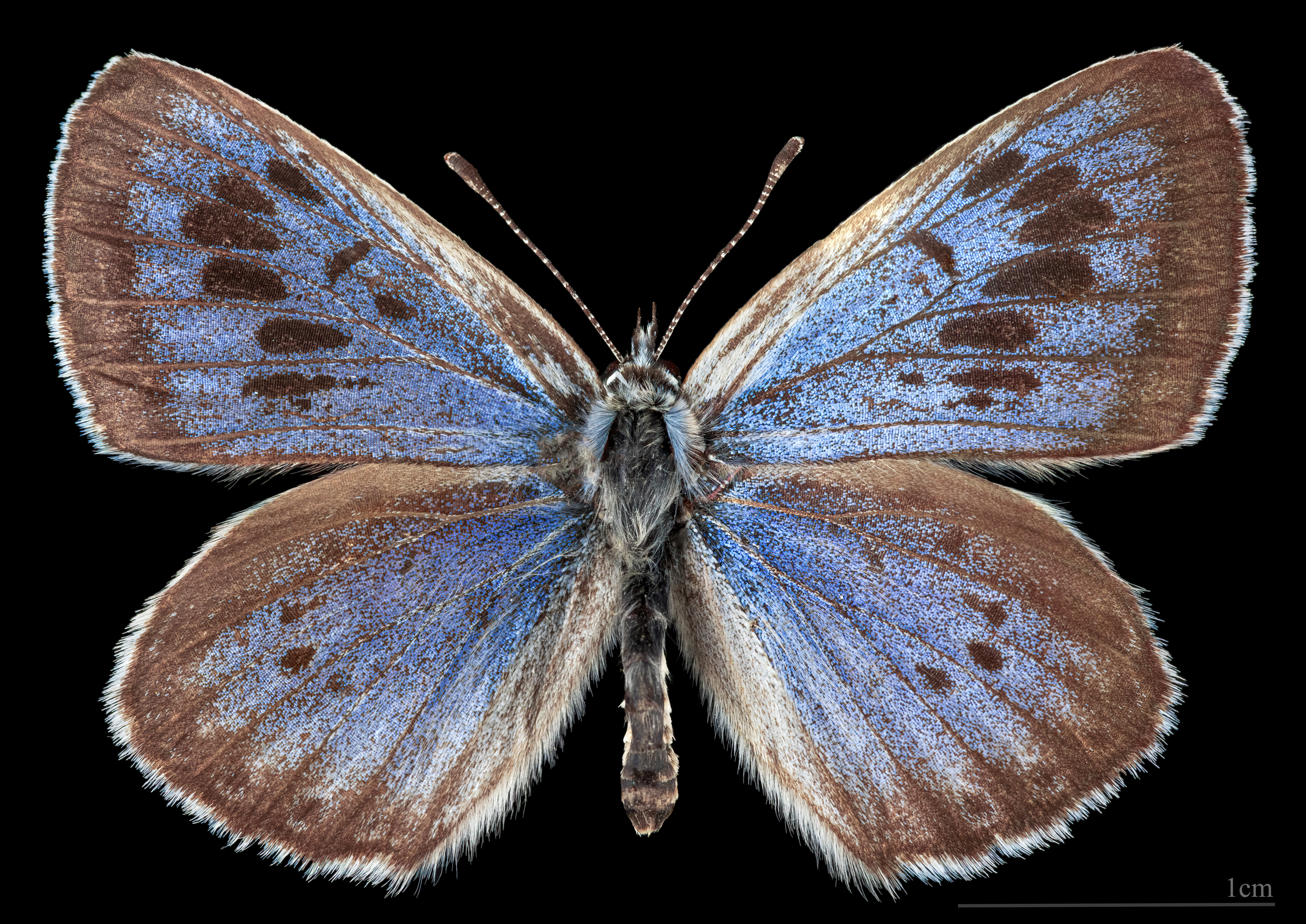
Phengaris arion ♂
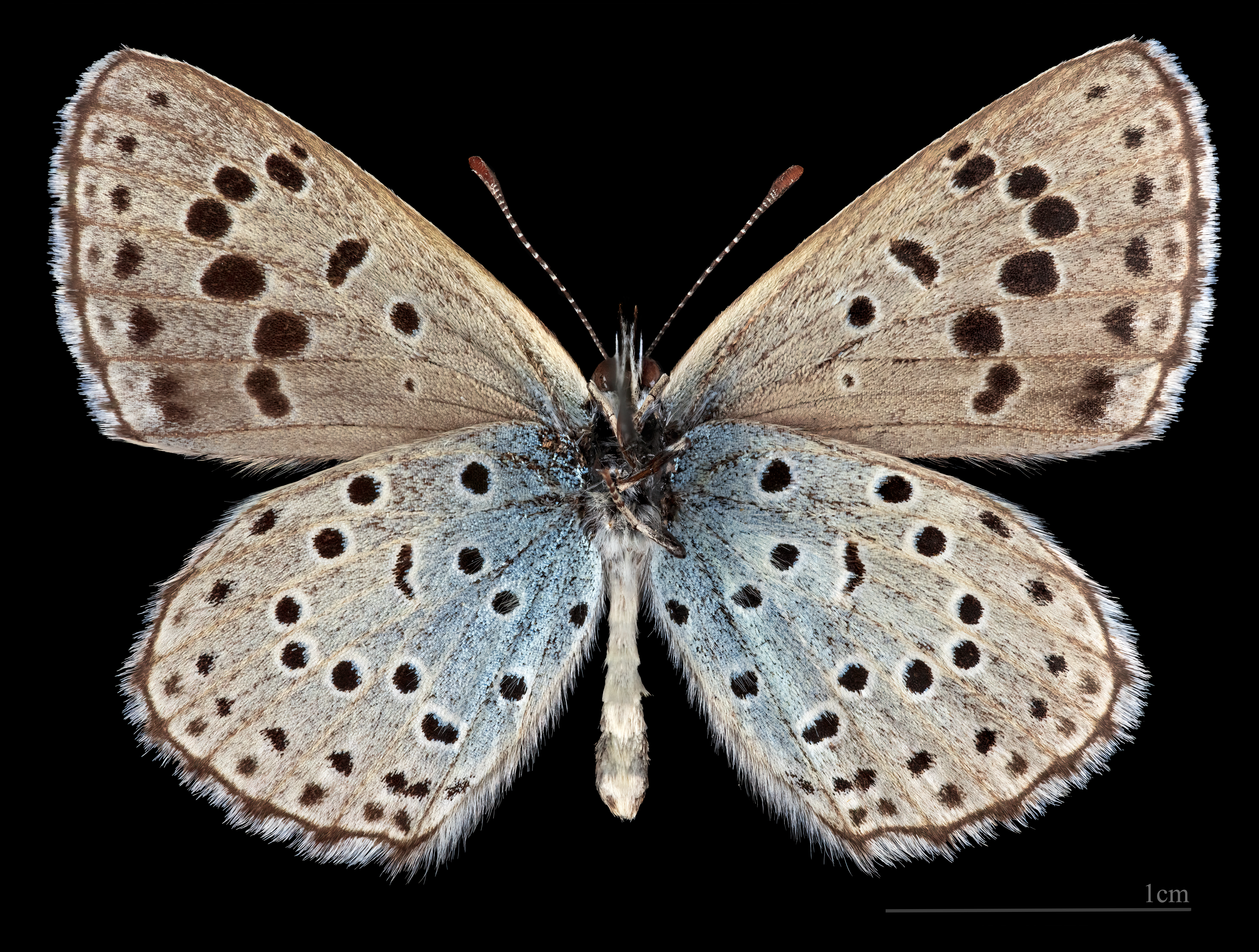
Phengaris arion ♂  △

## Біологія
Метелики населяють луки різних типів, торфовища, луки, що примикають до верхових боліт. Рідше зустрічається в сирих змішаних лісах, де обов'язково виростає кормова рослина гусениць (тирлич вузьколистий, материнка звичайна).
Розвивається в одному поколінні за рік. Метелики літають з середини червня до середини серпня. Самиці відкладають поодинокі яйця на квіти або листя рослин. Стадія яйця триває близько 10 днів. Гусінь живиться квітами. Гусениці старших вікових груп живуть в гніздах мурах роду Myrmica (Myrmica ruginodis, Myrmica rubra, Myrmica laevinodis і Myrmica scabrinodis). Мурахи годують гусениць також як і своїх личинок, отримуючи натомість солодкі виділення. Гусениці часто поїдають личинок мурах. Гусениця зимує в гніздах мурах. Стадія лялечки триває близько 14 -16 днів.